# Czołnów (Otałęż)
Czołnów – część wsi Otałęż w Polsce, położona w województwie podkarpackim, w powiecie mieleckim, w gminie Czermin.
W latach 1975–1998 Czołnów administracyjnie należał do województwa rzeszowskiego.